# Brachistosternus multidentatus
Espèce
Brachistosternus multidentatus est une espèce de scorpions de la famille des Bothriuridae.

## Distribution
Cette espèce est endémique d'Argentine. Elle se rencontre dans les provinces de San Juan, de Mendoza et de Buenos Aires

## Description
Le mâle holotype mesure 69,21 mm et la femelle paratype 83,11 mm.

## Publication originale
- Maury, 1984 : Una nueva especie de Brachistosternus de la Argentina (Scorpiones, Bothriuridae). Revista de la Sociedad Entomologica Argentina, vol. 43, no 1/4, p. 113-118.